# 10209 Izanaki
A 10209 Izanaki (ideiglenes jelöléssel 1997 QY1) a Naprendszer kisbolygóövében található aszteroida. Y. Shimizu és Urata Takesi fedezte fel 1997. augusztus 24-én.